# Kambuaya Airport
Kambuaya Airport är en flygplats i Indonesien.   Den ligger i provinsen Papua, i den östra delen av landet, 2 900 km öster om huvudstaden Jakarta. Kambuaya Airport ligger 275 meter över havet.
Terrängen runt Kambuaya Airport är platt norrut, men söderut är den kuperad.  Trakten runt Kambuaya Airport är nära nog obefolkad, med mindre än två invånare per kvadratkilometer. I omgivningarna runt Kambuaya Airport växer i huvudsak städsegrön lövskog.